# Sables fauves
La formation des sables fauves (« m4 ») est une strate géologique présente dans le bassin aquitain constituée de sables de couleur roux-orangé déposés au cours du Miocène moyen.

## Origine
Au Miocène moyen intervient la dernière transgression de l'océan Atlantique dans le bassin Aquitain. Des dépôts détritiques marins interviennent au Langhien (-15,97 à -13,82 millions d'années) et encore plus au Serravallien (-13,82 à -11,63 millions d'années), pour former une strate qui recouvre progressivement une vaste partie de l'actuelle Aquitaine, marquant le début du comblement du bassin.
Pierre-Eudoxe Dubalen (1851-1936) assigne aux sables fauves leur place exacte au sommet du Tertiaire, limitant ainsi nettement les formations quaternaires ; et découvre Elephas primigenius dans les argiles bleues de Magescq, au-dessous des sables fauves dont il démontre ainsi l'âge récent,.

## Caractéristiques
Il s'agit de sables assez argileux et très micacés, bien classés (fin à moyen), parfois liés en grès. La présence de fer, oxydé lors du dépôt (« ferruginisation »), leur confère leur couleur roux à orangé, avec des différenciations colorées allant du blanc à la base au marron rougeâtre au sommet.
La macrofaune est localement abondante, témoignant d'un environnement littoral — par exemple, la présence de restes dentaires attribués au mammutidé Zygolophodon turisensis a permis de dater certains sites du Serravallien.
L'épaisseur moyenne de la couche, ou puissance, est de l'ordre de 25 mètres. Des lits de graviers, traces d'anciens chenaux, forment des stratifications obliques au sein de la formation : on peut y trouver de fortes variations granulométriques (graviers et galets), voire des indurations (grès durs à la base ou ferrugineux au sommet).
Sa fine granulométrie générale ne permet pas à l'eau d'y circuler facilement — hormis dans les lits de graviers.
Les sables fauves sont généralement recouverts par une couche de grès ferrugineux (alios), puis par le sable des Landes.

## Localisation
La formation est présente sur un vaste quadrilatère entre Bayonne, Aire sur Adour, Casteljaloux et Le Porge.
Les sables fauves serravalliens (notés m4) trouvent dans le sud des Landes (notamment autour et au somment de l'anticlinal d'Audignon,) et dans le nord-ouest du Gers. Les sables fauves langhiens (notés m3) se trouvent eux aussi aux abords de l'anticlinal d'Audignon (au nord près de Saint-Sever), et à Pécorade, au Petit-Capdeboscq dans le nord-est de Donzacq, à Trouilh (ouest de Mont-de-Marsan)…

## Réputation en viticulture
Une unité géographique « Sables fauves » est depuis 2013 une des composantes de l'indication géographique protégée « Landes ». Le terroir englobe toutes ou certaines communes des cantons landais de Roquefort, Villeneuve-de-Marsan et Gabarret, correspondant au Bas-Armagnac.
Bien que cette nature de sol soit parfois présentée comme peu propice à la viticulture des vins rouges de Gascogne, elle est généralement un argument de vente pour des producteurs d'armagnac et des vignerons des Landes : les vignes plantées sur de tels sols donneraient un vin plus doux.